# Кампенартс, Виктор
Виктор Кампенартс (нидерл. Victor Campenaerts, род. 28 октября 1991, Вилрейк, Фламандский регион) — бельгийский профессиональный шоссейный велогонщик, выступающий за команду мирового тура «Lotto Soudal». Чемпион Европы в индивидуальной гонке (2017, 2018). Национальный чемпион Бельгии в индивидуальной гонке (2016, 2018).

## Карьера
Родился в городе в Вилрейк. До 16 лет занимался плаванием. Пробовал себя также в триатлоне, но в 19 лет начал серьёзно заниматься шоссейным велоспортом и был принят в бельгийскую любительскую команду Bianchi-Lotto-Nieuwe Hoop Tielen за которую выступал с 2011 по 2013 год.
В 2013 году перешел в Lotto-Belisol U23, в составе которой завоевал золотые медали на Чемпионате Европы и на Чемпионате Бельгии в индивидуальной гонке среди андеров.
В 2014 году подписал профессиональный контракт с Topsport Vlaanderen-Baloise. В её составе он занял второе место в генеральной классификации Тура Валлонии и выиграл молодежный зачет этой гонки.
В сентябре 2015 года объявил о подписании двухлетнего контракта с голландской Lotto NL-Jumbo.
В июне 2016 года снова стал чемпионом Бельгии в «разделке», но уже среди профессионалов. 15 сентября этого же года завоевал серебряную медаль на Чемпионате Европы в раздельном старте, уступив испанцу Джонатану Кастровьехо в борьбе за победу 30 секунд.
В феврале 2017 года отметился победой в «разделке» на португальской многодневке «Волта Алгарви» (этап 3), опередив серьёзных соперников в лице испанцов Алехандро Вальверде (Movistar Team) и Альберто Контадора (Trek-Segafredo), ставших соответственно вторым и третьим.
На Джиро д'Италия 2017 не показал выдающихся результатов, но отметился тем, что во время 10-го этапа — индивидуальной гонки, пригласил девушку на свидание, расстегнув майку на груди, где было написано приглашение.
18 сентября 2017 года заключил контракт с командой «Lotto Soudal», в структуре которой начинал карьеру.
16 апреля 2019 года в высокогорном мексиканском городе Агуаскальентес установил новый часовой рекорд езды — 55,089 км, улучшив прежние достижение Брэдли Уиггинса на 563 м. Рекорд продержался до 2022 года.

## Достижения
| 2013 1-й Чемпионат Европы: ИГ U23 1-й Чемпионат Бельгии: ИГ U23 8-й, Чемпионат мира: ИГ U23 2015 1-й, Дуо Норман (вместе с Елле Уолейсом) 2-й, Тур Валонии Молодежная классификация 4-й, Стер ЗЛМ Тур 5-й, Чемпионат Бельгии: ИГ | 2016 1-й Чемпионат Бельгии: ИГ 2-й Чемпионат Европы: ИГ 2017 1-й Чемпионат Европы: ИГ Вуэльта Андалусии 1-й на этапе 3 (ИГ) 2-й Чемпионат Бельгии: ИГ 9-й, Брабантсе Пейл 10-й, Тур Кёльна |

## Статистика выступлений

### Чемпионаты
| Соревнование      | Соревнование | 2014 | 2015 | 2016 | 2017 |
| ----------------- | ------------ | ---- | ---- | ---- | ---- |
| Чемпионат мира    | ИГ           | —    | —    | 26   | 16   |
| Чемпионат мира    | КГ           | 17   | 16   | 5    | 7    |
| Чемпионат Европы  | ИГ           | —    | —    | 2    | 1    |
| Чемпионат Бельгии | ИГ           | 7    | 5    | 1    | 2    |
| Чемпионат Бельгии | ГГ           | 35   | 44   | НФ   | 33   |

### Гранд-туры
| Гонка           | 2016 | 2017 |
| --------------- | ---- | ---- |
| Джиро д'Италия  | —    | НФ   |
| Тур де Франс    | —    | —    |
| Вуэльта Испании | 143  | —    |

| —  | Не участвовал  |
| НФ | Не финишировал |